# Ablaberoides ditissimus
Ablaberoides ditissimus är en skalbaggsart som beskrevs av Louis Albert Péringuey 1904. Ablaberoides ditissimus ingår i släktet Ablaberoides och familjen Melolonthidae. Inga underarter finns listade i Catalogue of Life.